# Psychoda quadrilosa
Psychoda quadrilosa és una espècie d'insecte dípter pertanyent a la família dels psicòdids.

## Descripció
- La femella fa 0,80-1,02 mm de llargària a les antenes (0,92-1,11 en el cas del mascle), mentre que les ales li mesuren 1,52-1,82 de longitud (1,17-1,47 en el mascle) i 0,52-0,75 d'amplada (0,55-0,65 en el mascle).
- Les antenes presenten 15 segments.[2]

## Distribució geogràfica
Es troba a Papua Nova Guinea.